# Rőce
A Rőce (másként Revuca, szlovákul Revúca) folyó Szlovákiában, a Zsolnai kerületben. A Vág bal oldali mellékfolyója.

## Futása
Az Osztredok délkeleti lejtőjén ered a Nagy-Fátrában. A Nagy-Fátra és az Alacsony-Tátra közötti völgyben halad délről észak felé. Rózsahegynél (Ružomberok) torkollik a Vágba.

## Települések a folyó mentén
(Zárójelben a szlovák név szerepel.)
- Háromrevuca (Liptovské Revúce)
- Oszada (Liptovská Osada)
- Podszuha (Podsuchá)
- Fehérpatak (Biely Potok)
- Rózsahegy (Ružomberok)

## Sport
Lehetőség van a raftingra.